# 十一號鎮區 (堪薩斯州魯克斯縣)
十一號鎮區（英語：Township 11）為美國堪薩斯州魯克斯縣轄下的鎮區。2010年美国人口普查中該鎮區人口有2,277人。

## 地理
十一號鎮區涵蓋總面積為279.87平方（108.06平方英里），其中278.74平方（107.62平方英里）為陸地，1.13平方（0.44平方英里）或0.4%為水域。海拔高度646（2,119英尺）。

## 人口統計
根據2010年美國人口普查，十一號鎮區人口有2,277人，住房1,113戶，人口密度為8.14人/每平方公里。此鎮區居民之種族中，白人有2,231人，非裔美國人有4人，美洲原住民有5人，亞裔美國人有5人，太平洋島裔美國人有2人，其他種族有13人，混血種族則有17人。此外此鎮區有38人為西班牙裔或拉丁裔美國人。

## 交通

### 主要公路
- 183號美國國道
- 18號堪薩斯州州道